# Jamal Lowe
Jamal Akua Lowe (ur. 21 lipca 1994 w Londynie) – jamajski piłkarz z obywatelstwem brytyjskim występujący na pozycji skrzydłowego lub napastnika, reprezentant Jamajki, od 2023 roku zawodnik walijskiego Swansea City.